# Movimento Democrático de Moçambique
De Movimento Democrático de Moçambique (Nederlands: Democratische Beweging van Mozambique) is een Mozambikaanse politieke partij die in 2009 werd opgericht als gematigde afsplitsing van de grootste oppositiepartij RENAMO. De partij wordt geleid door de burgemeester van Beira, Daviz Simango. Hij is de zoon van Uria Simango (†1977-1980), een presbyteriaanse dominee en medeoprichter van FRELIMO.
Simango kreeg bij de presidentsverkiezingen van 2009 8,59% van de stemmen en eindigde als derde. Bij de gelijktijdig gehouden parlementsverkiezingen verkreeg de MDM 8 zetels in de Vergadering van de Republiek. In 2014 kreeg Simango als presidentskandidaat 6,40% van de stemmen en eindigde wederom als derde. De MDM wist haar zetelaantal meer dan te verdubbelen en ging van 8 naar 19. De verkiezingen van 2019 verliepen desastreus voor de MDM en de partij verloor 11 zetels en bleef steken op 6. Simango eindigde voor de derde keer op rij als derde bij de presidentsverkiezingen en verkreeg slechts 4,33% van de stemmen.
De MDM is een christendemocratische partij en is aangesloten bij de Centrumdemocratische Internationale.